# قرص‌ها و معجون‌ها
«قرص‌ها و معجون‌ها» (به انگلیسی: Pills n Potions) ترانه‌ای از رپر نیکی میناژ می‌باشد که در ۲۱ مهٔ سال ۲۰۱۴ از سوی یانگ مانی، کش مانی و ریپابلیک به‌عنوان تک‌آهنگ اصلی سومین آلبوم استودیویی وی تحت عنوان د پینک‌پرینت (۲۰۱۴) منتشر گردید.

## موزیک ویدئو
موزیک ویدئوی «قرص‌ها و معجون‌ها» در ۹ ژوئن سال ۲۰۱۴ بر روی یوتیوب منتشر شد. رپر آمریکایی گیم در این موزیک ویدئو حضور افتخاری داشته‌است. از دسامبر سال ۲۰۲۱ این ویدئو بیش از ۲۳۸ میلیون بیننده دارد.